# يوم القيامة (فلم)
يوم القيامة (بالإنجليزية:Doomsday) فيلم أكشن وخيال علمي بريطاني لعام 2008، من تأليف وإخراج نيل مارشال وبطولة رونا ميترا.

## القصة
تدور أحداث الفيلم في اسكتلندا، ينتشر فيروس قاتل في البلاد، فيصيب الملايين ويقتل الآلاف. تقوم الحكومة البريطانية بتنفيذ إجراءات الحجر الصحى بصرامة شديدة للسيطرة على الوضع، تصل أحيانًا لدرجة الوحشية والعنف ضد المصابين، مما يتسبب في إشاعة الفوضى بين الناس. تتم السيطرة على الوضع لعقدين من الزمان، ولكن الفيروس ينشط مجددًا بشكلٍ عنيف، فيتم تكليف فريق من المتخصصين تقوده إيدن سينكلير (رونا ميترا) بتعقب الفيروس والعثور على علاج له بأي شكل.

## وصلات خارجية
يوم القيامة على موقع IMDb (الإنجليزية)
- يوم القيامة على موقع ميتاكريتيك (الإنجليزية)
- يوم القيامة على موقع روتن توميتوز (الإنجليزية)
- يوم القيامة على موقع نتفليكس (الإنجليزية)
- يوم القيامة على موقع ألو سيني (الفرنسية)
- يوم القيامة على موقع Turner Classic Movies (الإنجليزية)
- يوم القيامة على موقع أول موفي (الإنجليزية)
- يوم القيامة على موقع بوكس أوفيس موجو (الإنجليزية)
- يوم القيامة على موقع فيلمافينيتي (الإسبانية)
- يوم القيامة على موقع قاعدة بيانات الأفلام السويدية (السويدية)